# Sven Nilsson (meteorolog)
Sven Lennart Nilsson, född 11 juni 1928 i Skepplanda församling i Älvsborgs län, är en svensk meteorolog i krigsmakten.

## Biografi
Efter filosofie kandidat- och meteorolog-examen blev Nilsson meteorolog vid Svea flygflottilj 1951. Därefter tjänstgjorde han vid Västmanlands flygflottilj, med löjtnants tjänsteklass från 1953 och med kaptens tjänsteklass från 1962. Han tjänstgjorde vid Militära vädertjänstens centralorgan i Flygstaben från 1964, som stabsmeteorolog med överstelöjtnants tjänsteklass från 1973. Efter att ha idkat studier vid Försvarshögskolan utnämndes han till överste Meteorologkåren 1984, varpå han var chef för Väderstudieavdelningen i Flygstaben 1984–1986 och chef för Vädertjänstproduktionsavdelningen i Flygstaben 1986–1988.